# Melitaea tarlonia
Melitaea tarlonia är en fjärilsart som beskrevs av Hans Fruhstorfer 1917. Melitaea tarlonia ingår i släktet Melitaea och familjen praktfjärilar. Inga underarter finns listade i Catalogue of Life.